# Тинаму
Тинаму́ (лат. Tinamidae) — семейство бескилевых птиц, обитающих в Южной и Центральной Америке.
Тинаму — единственное семейство отряда тинамуобразных, или скрытохвостых (Tinamiformes); ранее в качестве названий этого отряда на русском языке использовались также термины «скрытохвосты» и «тинамы».
Несмотря на их сходство с курами, наиболее близкими родственниками тинаму являются страусообразные.

## Филогенетическое происхождение
Впервые увидев представителей семейства тинаму, испанцы прозвали их куропатками. Позже, когда было установлено их истинное происхождение, бо́льшая часть видов этих птиц стали называться тинаму (слово взято из карибских языков). Сходство с некоторыми птицами Старого Света обусловлено конвергентной эволюцией.
Будучи гондванского происхождения, тинаму являются отдалёнными родичами страусообразных. Их родство выявляют прежде всего по морфологическим и генетическим признакам. Ископаемых находок, позволяющих прямо проследить общих предков, пока не обнаружено. Наиболее древние ископаемые, которые без сомнения относятся к тинаму, происходят из миоцена и принадлежат к поныне существующему роду хохлатых тинаму (Eudromia). В последовавшую эпоху плиоцена доказано существование рода бесхвостых тинаму (Nothura), а также ныне вымершего рода Querandiornis.
Морфологические и молекулярно-генетические анализы не оставляют больше сомнений в близком родстве тинаму со страусообразными. Раньше из-за внешнего сходства с цесарковыми их причисляли к отряду курообразных. Сегодня тинаму принято рассматривать как самостоятельный отряд Tinamiformes с единственным семейством Tinamidae. Однако существуют и тенденции причислить их полностью к страусообразным, так как некоторые специалисты считают, что тинаму родственны семейству нанду (Rheidae). Чтобы страусообразные не были парафилетическим таксоном, приверженцы этой точки зрения требуют включения тинаму в отряд страусообразных. Так, Стивен Дэйвис предложил разделить страусообразных на два подотряда Tinami и Struthioni. К первым, по его мнению, должны причисляться тинаму и нанду, ко вторым — все остальные представители отряда страусообразных.

## Общая характеристика
Размеры тинаму варьируют в зависимости от вида и составляет от 14 до 49 см, масса колеблется в пределах от 43 г до 1,8 кг. Телосложение довольно компактное, с тонкой шеей, слегка вытянутой головой и сравнительно коротким изогнутым вниз клювом. У некоторых видов на голове имеется небольшой хохол. Хвост короткий и спрятан под оперением туловища. Окраска оперения коричнево-серая с малозаметными полосками и пятнами. У некоторых видов наблюдается слегка выраженный половой диморфизм, заключающийся в более чётком рисунке и более светлом оттенке оперения у самок.
У тинаму сильные ноги средней длины, с тремя пальцами, направленными вперёд, и одним — назад. С их помощью тинаму в состоянии довольно быстро бегать. Почти всю свою жизнь они проводят на земле. Несмотря на умение летать, тинаму пользуются крыльями, пожалуй, меньше, чем другие летающие птицы. У этой сравнительно тяжёлой птицы крылья на удивление короткие. Полёт у тинаму неуклюжий, с быстрыми взмахами крыльев. Хвост (из-за крайне небольших размеров) не способен служить рулём, и тинаму не всегда удаётся своевременно реагировать на препятствия. Нередко случается, что поспешная попытка взлететь, например в случае тревоги, заканчивается столкновением с ближайшим деревом, что может привести и к гибели птицы. Полёты совершаются только на короткие дистанции — не более 500 метров. У тинаму крепкая мускулатура, но сердце в соотношении с размером тела является самым малым среди всех птиц. Эти физиологические свойства приводят к тому, что тинаму быстро устают и не выдерживают длительных полётов или долгого бега.

## Голос

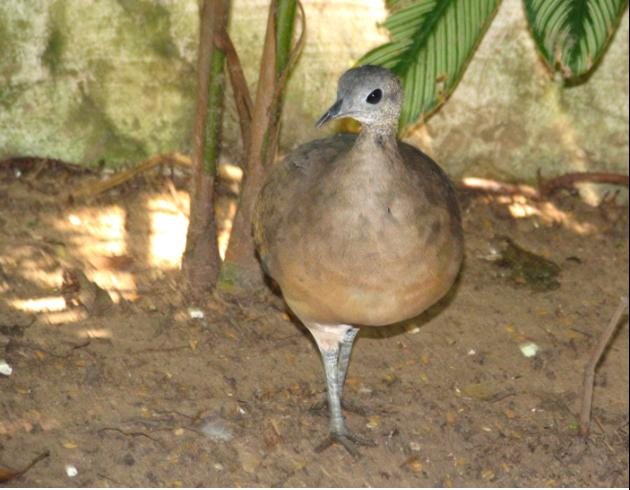
Белогорлый тинаму (Tinamus guttatus)

Большинство тинаму издают весьма однотонные звуки, которые тем не менее далеко слышны и благозвучны. Обитающие в лесах виды обладают, как правило, более низкими голосами, чем обитатели степей. Некоторые виды тинаму выглядят настолько похоже, что издаваемые ими звуки являются на практике главным признаком различия. Испуганный тинаму издаёт особый пронзительный крик, отличающийся гораздо меньшим благозвучием.

## Распространение
Тинаму встречаются в Южной и Центральной Америке. Большинство видов обитают в тропических низовьях Южной Америки к востоку от Анд, на юге их ареал достигает Парагвая. Некоторые виды встречаются даже в центральной и южной Аргентине (Патагонии), в Чили. Самые северные виды живут в центральной и северо-восточной Мексике. Многие виды живут в густых тропических лесах и саваннах. Они встречаются как в низовьях, так и в горных регионах, например патагонский горно-степной тинаму (Tinamotis ingoufi) обитает на высоте до 4000 метров. Чилийский степной тинаму (Nothoprocta perdicaria) любит гнездиться на пшеничных полях.
Один вид удалось поселить на острове Пасхи. Имевшие место в начале XX века попытки поселить тинаму в Европе и Северной Америке в качестве охотничьей дичи не увенчались успехом: в первую же зиму все привезённые птицы погибли.

## Образ жизни

### Активность

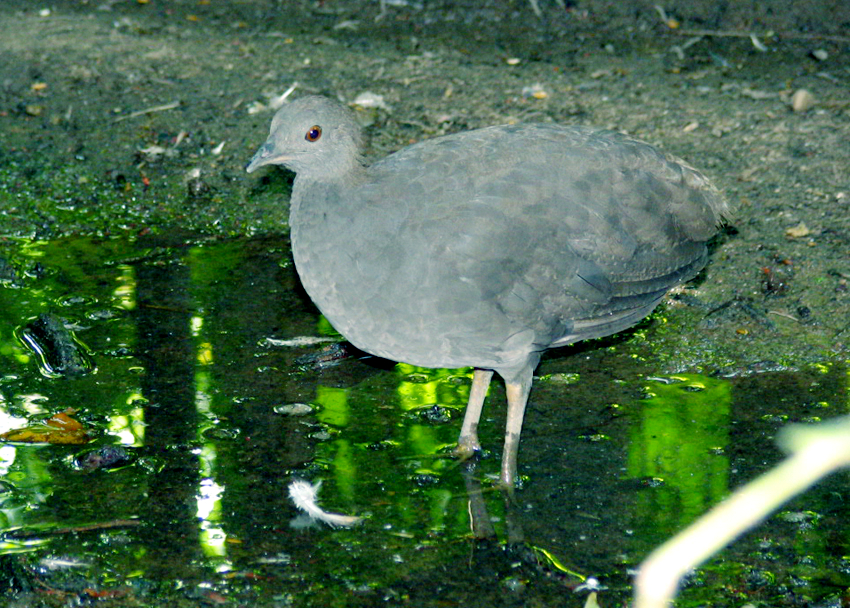
Серый тинаму (Timamus tao)

Хотя отдельные виды скрытохвостов весьма многочисленны, в целом представители семейства встречаются нечасто: они весьма пугливы и предпочитают скрываться в густых зарослях. При приближении человека или другого потенциального врага они без движения застывают и лишь при непосредственной угрозе спасаются бегством либо взлетают. При взлёте птица издаёт громкий крик, сопровождаемый резким взрывоподобным звуком хлопающих крыльев. На долгий перелёт тинаму не способны и, пролетев немного, опускаются на землю, после чего быстро бегут, стараясь скрыться в кустах или в подвернувшейся чужой норе.
Тинаму живут, в зависимости от вида, поодиночке или небольшими группами. Как правило, одиночный образ жизни характерен для лесных, групповой — для саванных видов. Стайные виды сложных иерархических отношений не образуют. Все тинаму активны днём, ночью они спят в укрытии под кустами или на низко расположенных ветвях деревьев.

### Питание
Тинаму всеядны: основу их питания составляет растительный корм (плоды, семена, молодые побеги, листья, почки, лепестки, корни и клубни), дополняемый небольшими беспозвоночными (насекомыми и их личинками, улитками, дождевыми червями и т. п.), а также мелкими ящерицами, лягушками и грызунами. У обитателей лесов бо́льшую часть пищи составляют фрукты. Горные (Nothoprocta), бесхвостые (Nothura) и хохлатые тинаму (Eudromia) предпочитают семена и подземные органы растений, в то время как патагонские тинаму (Tinamotis) едят преимущественно зелёные части.

### Размножение

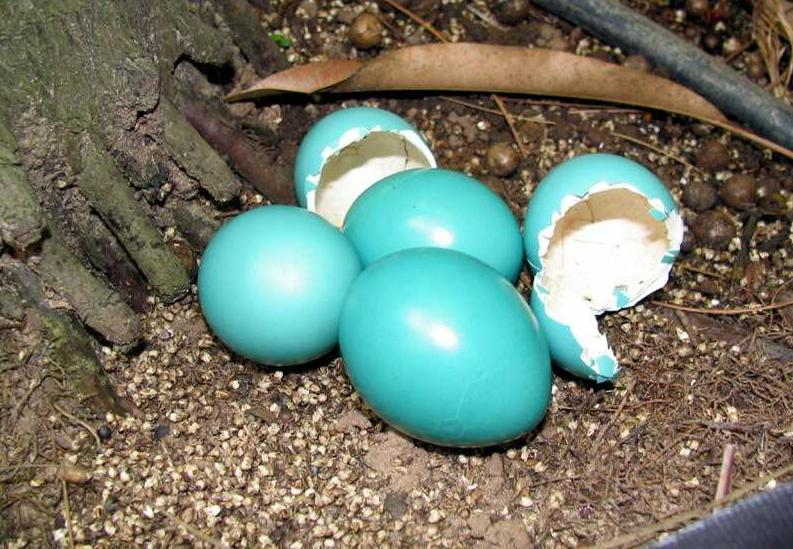
Голубые яйца белогорлого тинаму (Tinamus guttatus)

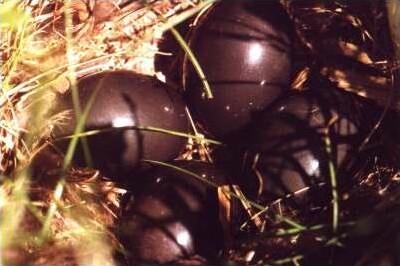
Коричневые яйца пятнистого нотуры (Nothura maculosa)

В размножении тинаму демонстрируют много сходства с родственными им нанду. Среди отдельных видов тинаму существует множество детальных различий в репродуктивном поведении, так что ниже описанные нормы применимы к большинству, но не во всех деталях ко всем видам тинаму.
Самцы тинаму делят территорию на личные участки, в которых заявляют о себе громкими криками. В случае вторжения в ареал другого самца дело доходит до поединка, в котором идут в употребление и крылья, и ноги. Криками в участок зазываются и самки. Самцы полигамны и спариваются со всеми самками, встречающимися в границах их участка.
Гнёзда строятся, как правило, на земле. Однако лишь немногие виды прибегают к строительству настоящего гнезда, чаще яйца откладываются прямо на землю. У гнездующихся видов гнёзда имеют округлую форму, строятся из травы и земли. Яйца откладываются всегда в укрытии куста или пучка травы, чтобы не быть видными издалека. Окраска яиц пёстрая, с гладкой скорлупой разных цветов.
Отложив яйца, самки покидают участок одного самца и пускаются на поиски другого. При этом в одном гнезде оказываются яйца, отложенные разными самками, так что в конце концов их число может превысить полтора десятка. Период насиживания длится у разных видов от 16 до 20 дней. Высиживанием занимается самец. Когда ему необходимо покинуть гнездо для поиска пищи, он на это время прикрывает яйца листьями. Высиживая кладку, самец старается не двигаться, и остаётся без движения, даже если до него дотронуться. В отдельных случаях он может притвориться раненым, чтобы отвлечь внимание от гнезда.

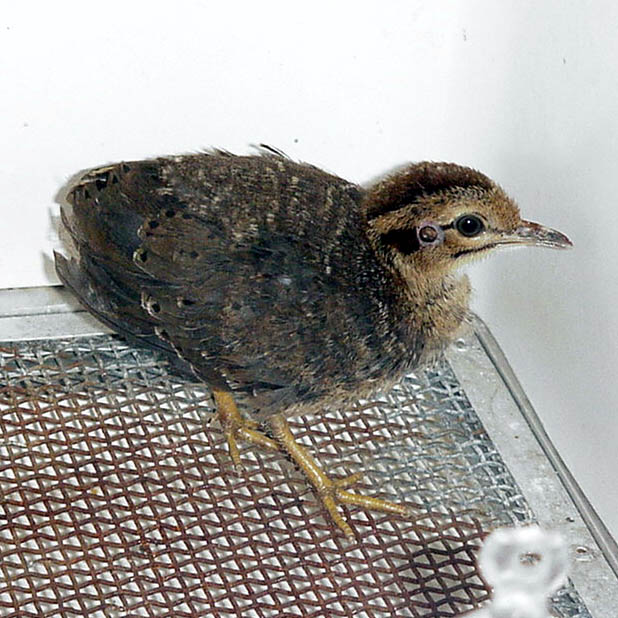
Птенец полосатого криптуреллуса (Crypturellus undulatus)

Вылупившиеся из яйца птенцы покрыты светлым пухом с тёмными пятнами. Уже спустя несколько часов они в состоянии самостоятельно бегать и есть. Их пища в первые недели жизни состоит преимущественно из насекомых. Часто им помогает отец, охотясь на насекомых и принося их потомству. Против многочисленных естественных врагов птенцы тинаму беззащитны. Хоть они и умеют прятаться при приближающейся опасности в оперении отца, их смертность в первые недели чрезвычайно высока. Тинаму растут очень быстро: через 20 дней молодняк достаточно самостоятелен, чтобы покинуть отца. Особи некоторых видов — например, тинаму-нотуры (Nothura) — становятся половозрелыми спустя всего лишь 57 дней после вылупления.

## Люди и тинаму
Из-за нежного и очень вкусного мяса тинаму всегда были излюбленным объектом охоты. Попытки акклиматизировать их в Европе и Северной Америке успеха не имели, как не удались и попытки одомашнить какой-либо из видов тинаму. Отдельные виды причиняют ущерб сельскому хозяйству, вредя зерновым культурам, но одновременно приносят и пользу, поедая насекомых-вредителей.
Некоторые виды тинаму в пределах своего ареала довольно обычны, другие же страдают от сокращения подходящих для их гнездования угодий (например, вследствие бесконтрольной вырубки южноамериканских лесов или распашки саванн), а также от бесконтрольной охоты.

## Классификация

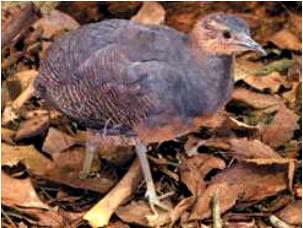
Желтоногий криптуреллус (Crypturellus noctivagus)

Согласно классификации, представленной в «Пятиязычном словаре названий животных» (1994), семейство тинаму делят на два подсемейства: лесных тинаму (Tinaminae) и степных тинаму (Rhynchotinae, иногда также Nothurinae). Первые живут преимущественно на земле в тропических лесах, вторые — в более открытых местностях. Главным признаком различия между этими подсемействами является местоположение ноздрей, которые у степных тинаму находятся в основании, а у лесных — примерно на середине клюва.
Употребление по отношению к тинаму названий «тинаму» и «тао» не связано с систематикой: название «тинаму» обычно употребляют в отношении скрытохвостов, название же «тао» — для более крупных видов.
В настоящее время к тинаму относят 46 видов в девяти родах. Систематика этих птиц затруднена тем, что многие виды трудноразличимы между собой, в то время как другие весьма полиморфичны и подразделяются на множество подвидов. Вероятно, в ближайшем будущем следует ожидать более точных исследований, в результате чего номенклатура и численность видов в семействе может быть пересмотрена. Кроме того, для многих видов до сих пор не существует общепризнанного русского названия.
Лесные тинаму (Tinaminae)
- Род Тинаму (Tinamus)
  - Тао (Tinamus tao)
  - Тинаму-пустынник (Tinamus solitarius)
  - Чёрный тинаму (Tinamus osgoodi)
  - Белогорлый тинаму (Tinamus guttatus)
  - Большой тинаму (Tinamus major)

- Род Тинаму-нотоцеркусы (Nothocercus)
  - Горный нотоцеркус (Nothocercus bonapartei)
  - Желтогрудый нотоцеркус (Nothocercus julius)

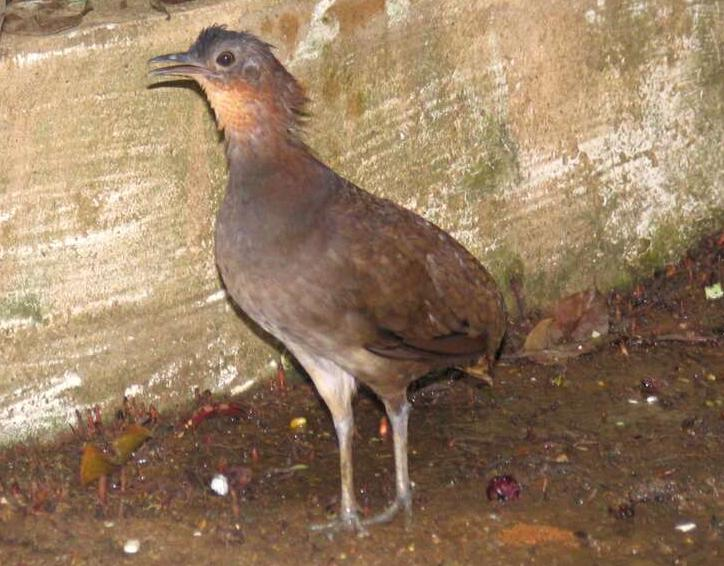
Красногорлый криптуреллус (Crypturellus strigulosus)

  - Черношапочный нотоцеркус (Nothocercus nigrocapillus)
- Род Скрытохвосты (Crypturellus)
  - Скрытохвост Берлепша (Crypturellus berlepschi)
  - Серый скрытохвост (Crypturellus cinereus)
  - Малый скрытохвост (Crypturellus soui)
  - Венесуэльский скрытохвост (Crypturellus ptaritepui)
  - Каштановый скрытохвост (Crypturellus obsoletus)
  - Волнистый скрытохвост (Crypturellus undulatus)
  - Тусклый скрытохвост (Crypturellus transfasciatus)
  - Красногорлый скрытохвост (Crypturellus strigulosus)
  - Сероногий скрытохвост (Crypturellus duidae)
  - Crypturellus erythropus
  - Желтоногий скрытохвост (Crypturellus noctivagus)
  - Черношапочный скрытохвост (Crypturellus atrocapillus)
  - Кустарниковый скрытохвост (Crypturellus cinnamomeus)
  - Серогорлый скрытохвост (Crypturellus boucardi)
  - Скрытохвост-чоко (Crypturellus kerriae)
  - Красногрудый скрытохвост (Crypturellus variegatus)
  - Рыжий скрытохвост (Crypturellus brevirostris)
  - Бартлеттов скрытохвост (Crypturellus bartletti)
  - Короткоклювый скрытохвост (Crypturellus parvirostris)
  - Полосатый скрытохвост (Crypturellus casiquiare)
  - Татаупа (Crypturellus tataupa)

Степные тинаму (Rhynchotinae)
- Род Краснокрылые тинаму (Rhynchotus)
  - Краснокрылый тинаму (Rhynchotus rufescens)
  - Rhynchotus maculicollis
- Род Горные тинаму (Nothoprocta)

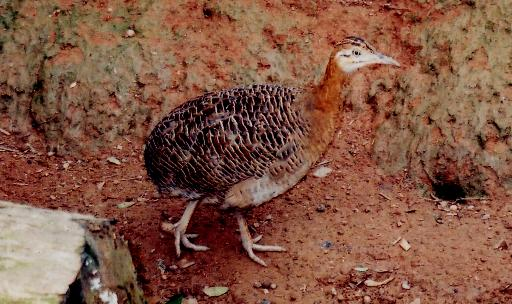
Краснокрылый тинаму (Rhynchotus rufescens)

  - Степной тинаму Тачановского (Nothoprocta taczanowskii)
  - Украшенный степной тинаму (Nothoprocta ornata)
  - Чилийский степной тинаму (Nothoprocta perdicaria)
  - Степной тинаму (Nothoprocta cinerascens)
  - Андский степной тинаму (Nothoprocta pentlandii)
  - Кривоклювый степной тинаму (Nothoprocta curvirostris)

- Род Тинаму-нотуры (Nothura)
  - Белобрюхий нотура (Nothura boraquira)
  - Малый нотура (Nothura minor)
  - Нотура Дарвина (Nothura darwinii)
  - Пятнистый нотура (Nothura maculosa)
  - Чакский нотура (Nothura chacoensis)
- Род Карликовые тинаму (Taoniscus)
  - Карликовый тинаму (Taoniscus nanus)
- Род Хохлатые тинаму (Eudromia)
  - Хохлатый тинаму (Eudromia elegans)
  - Красивый хохлатый тинаму (Eudromia formosa)
- Род Патагонские тинаму (Tinamotis)
  - Горно-степной тинаму (Tinamotis pentlandii)

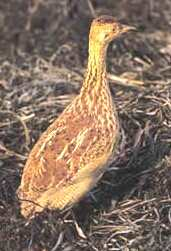
Nothura minor

  - Патагонский горно-степной тинаму (Tinamotis ingoufi)

На основе упомянутой научной работы Бертелли и Порзекански можно составить следующую кладограмму родственных отношений среди тинаму:
```
Tinamidae
 |-- Tinaminae
 |    |-- 
Nothocercus

 |    `-- N.N.
 |         |-- 
Crypturellus

 |         `-- 
Tinamus

 `-- Rhynchotinae
      |-- N.N.
      |    |-- 
Tinamotis

      |    `-- 
Eudromia

      `-- N.N.
           |-- 
Rhynchotus

           `—N.N.
                |-- 
Nothoprocta

                `-- N.N.
                     |-- 
Nothura

                     `-- 
Taoniscus
```

## Генетика
Молекулярная генетика
- Депонированные нуклеотидные последовательности в базе данных EntrezNucleotide, GenBank, NCBI, США: 185 967 (по состоянию на 19 февраля 2015).
- Депонированные последовательности белков в базе данных EntrezProtein, GenBank, NCBI, США: 31 837 (по состоянию на 19 февраля 2015).

Бо́льшая часть депонированных последовательностей принадлежит белогорлому тинаму (Tinamus guttatus) — генетически наиболее изученному представителю тинамуобразных.
Геномика
В 2014 году было выполнено секвенирование полной геномной последовательности представителя отряда — белогорлого тинаму (T. guttatus). Благодаря относительно хорошему качеству сборки генома T. guttatus, вид имеет важное значение в сравнительной геномике для выяснения эволюции птичьих геномов.